# Alcina (chi bướm)
Eccoptocera là một chi bướm đêm thuộc phân họ Olethreutinae, trong họ Tortricidae.

## Các loài
- Eccoptocera australis Horak, 2006
- Eccoptocera foetorivorans (Butler, 1881)
- Eccoptocera implexa (Meyrick, 1912)
- Eccoptocera osteomelesana (Swezey, 1946)
- Eccoptocera palmicola (Meyrick, 1912)
- Eccoptocera stenotes (Clarke, 1976)